# Adult Contemporary (lista)
La lista Adult Contemporary —antiguamente conocida como Hot Adult Contemporary Tracks, Adult Contemporary Singles, Easy Listening, Pop-Standard Singles y Middle-Road Singles— es una lista publicada semanalmente en la revista Billboard que enlista las canciones más populares en estaciones de radio de música contemporánea para adultos y pop ligero en Estados Unidos. La lista es compilada sobre la base de datos de emisión proporcionados a Billboard por estaciones miembros del panel de radios Adult Contemporary. La lista debutó en la revista Billboard el 17 de julio de 1961.

## Historia
El primer nombre fue Billboard Easy Listening. La lista surgió por el deseo de algunas estaciones de radio a finales de la década de 1950 y principios de la de 1960 de continuar sonando canciones exitosas del momento pero distinguirlas de emisoras etiquetadas como de  «rock and roll». Billboard había escrito artículos sobre esta tendencia antes, y a partir de 1961 los editores de la revista decidieron publicar una lista separada para estas canciones. La revista ofreció una guía de programación «Easy Listening» —en español «Música ligera»— a partir del 9 de enero de 1961, que continuó hasta que la lista numerada apareció en julio. La primera canción en alcanzar el número uno de la lista Billboard Easy Listening chart fue «Boll Weevil» de Brook Benton. Entre 1961 y 1965, la lista era compilada del Billboard Hot 100 quitando las canciones que la revista establecía como de rock and roll y volviendo a ordenar las canciones. Por ejemplo, si las canciones que no eran de rock estaban en el Hot 100 Top 10 como #5, #6 y #9, entonces en la Easy Listening la #5 sería la #1 esa semana, mientras que la #6 sería la #2 y la #9 la tres, y así sucesivamente. A partir de 1965, Easy Listening comenzó a compilarlas por un método similar al usado en otras listas Billboard de sencillos: con informes de las emisiones de las estaciones de radio y por los datos de venta de las tiendas. Para principios de la década de 1990, un sistema automático de detección de canciones y sistema de recolección de datos de venta comenzó a ser la norma para la mayoría de las listas Billboard, y actualmente el Hot Adult Contemporary Tracks se compila en forma muy similar al de los formatos de radio.
La lista fue conocida como Easy Listening hasta 1962, cuando fue renombrada como Middle-Road Singles. En 1964, el nombre cambió de nuevo, a Pop-Standard Singles. Luego de alternar el nombre dos veces más en menos de un año, se eligió nuevamente Easy Listening en 1965 cuando cambió la recopilación. En abril de 1979, la lista Easy Listening se convirtió oficialmente en Adult Contemporary, y desde entonces estas dos palabras se han mantenido constantes en el nombre de la lista.
En 1996 Billboard creó una nueva lista llamada Adult Top 40, que reflejaba la programación de las estaciones de radio que existían como música «adult contemporary» y «pop». Aunque  a veces se las confunde, Adult Contemporary chart y Adult Top 40 son listas separadas y las canciones que llegan al número uno en una pueden no lograrlo en la otra. Además, el término «hot AC» se refiere a otro subgénero de programación de radio distinto de la lista Hot Adult Contemporary Tracks a pesar de la aparente similitud de nombres. 